# Olivia (Olivia Newton-John)
Olivia è il secondo album in studio della cantante australiana Olivia Newton-John, pubblicato nel 1972.

## Tracce
1. Angel of the Morning (Chip Taylor)
2. Just a Little Too Much (Johnny Burnette)
3. If We Only Have Love (Eric Blau, Jacques Brel, Mort Shuman)
4. Winterwood (Don McLean)
5. My Old Man's Got a Gun (John Farrar)
6. Changes (Olivia Newton-John)
7. I'm a Small and Lonely Light (John Farrar, Peter Best)
8. Why Don't You Write Me (Paul Simon)
9. Mary Skeffington (Gerry Rafferty)
10. Behind That Locked Door (George Harrison)
11. What Is Life (George Harrison)
12. Everything I Own (David Gates)
13. Living in Harmony (Alan Tarney, Trevor Spencer)
14. I Will Touch You (Steve Cagan)